# Strumenti di misura per grandezze elettriche
Gli strumenti di misura delle grandezze elettriche si possono suddividere in base al principio di funzionamento e in base al tipo di grandezza elettrica (tensione, corrente, potenza) presente nel circuito da misurare.

## Unità misurata
Si distinguono i seguenti tipi di strumenti:
- Misuratori di corrente e carica elettrica:
  - amperometro: misura l'intensità della corrente elettrica
  - galvanometro balistico: misura la carica elettrica di una corrente impulsiva o l'integrale rispetto al tempo di una tensione pure impulsiva
  - galvanometro: rivela la presenza di una corrente molto piccola
- Misuratori di tensione:
  - elettrometro rivela la presenza di una tensione molto piccola
  - voltmetro misura la tensione elettrica
- Misuratori di potenza elettrica:
  - wattmetro misura la potenza attiva
  - varmetro misura la potenza reattiva
  - contatore elettrico (integratore) misura il consumo di energia
- Misuratori di altre grandezze elettriche:
  - frequenzimetro misura la frequenza di una corrente o tensione alternate
  - cosfimetro (o fasometro) misura lo sfasamento tra corrente e tensione
  - ohmetro misura la resistenza
  - multimetro (o tester) strumento multiuso
  - rivelatore di senso ciclico (o sequenzioscopio oppure sequenzimetro) indica qual è il senso ciclico delle fasi
  - sincronoscopio indica se due circuiti sono in sincronismo tra loro
  - vettorimetro indica più grandezze elettriche vettoriali su un solo quadrante

## Struttura
Gli strumenti indicatori analogici possiedono un equipaggio mobile che, quando è attraversato da corrente elettrica, è sollecitato da una coppia motrice che dipende dal valore dalla corrente medesima e da una coppia antagonista che si oppone alla coppia motrice e che cresce in funzione dall'angolo di deviazione. Quando si raggiunge l'equilibrio tra le due coppie (coppia motrice e coppia resistente) l'equipaggio mobile si arresta e la deviazione raggiunta (l'angolo che l'indicatore ha percorso) è una funzione univoca del valore della grandezza misurata. Gli strumenti indicatori sono muniti di una scala graduata in vario modo (scala uniforme, scala uniforme a zero centrale, scala quadratica, scala ticonica, ecc.) sulla quale si può leggere direttamente il valore della grandezza da misurare.
In realtà, in assenza di opportuni accorgimenti di smorzamento del moto dell'equipaggio mobile, l'indice compirebbe una serie di oscillazioni attorno al punto di equilibrio fra la coppia motrice e la coppia resistente, di ampiezza via via decrescente, prima di stabilizzarsi dopo avere dissipato la propria energia in lavoro contro le forze resistenti (attrito, resistenza dell'aria). I metodi più efficaci per dissipare l'energia cinetica dell'equipaggio mobile dipendono dal principio di funzionamento dello strumento e possono prevedere l'applicazione all'equipaggio mobile di uno smorzatore ad aria oppure lo sfruttamento della coppia di smorzamento elettromagnetico dovuto alle correnti parassite indotte nella bobina mobile per effetto del suo movimento. Queste correnti, per la legge di Lenz, si oppongono alla causa che le ha generate e quindi determinano il rallentamento del moto.

### Strumenti magnetoelettrici (correnti continue)

Schema di strumento magnetoelettrico. In azzurro sono evidenziate le molle antagoniste. In colore arancio le spire della bobina di filo conduttore.

Gli strumenti magnetoelettrici (o elettromeccanici) consistono in una bobina di filo conduttore immersa in un campo magnetico prodotto da un magnete permanente. Nello spazio interno alla bobina è collocato un nucleo di ferro dolce con lo scopo di creare un piccolo intraferro, di spessore costante, indipendente dalla rotazione della bobina. Questo scopo viene raggiunto anche grazie alla sagomatura del magnete permanente (vedi figura). Quando una corrente scorre nella bobina, si genera su di essa, una coppia motrice direttamente proporzionale alla corrente elettrica medesima.
Alla coppia motrice si oppone una coppia antagonista, creata dalla reazione elastica di una adeguata molla, direttamente proporzionale all'angolo di deviazione dell'equipaggio mobile (o, nel caso di strumenti molto sensibili, dalla torsione del filo di sospensione della bobina mobile). Attraverso tali molle (una sopra la bobina, l'altra al di sotto) circola la corrente che attraversa l'equipaggio mobile dello strumento. Solidale all'equipaggio mobile (bobina) c'è una lancetta indicatrice con sotto una scala graduata. Alla condizione di equilibrio tra le due coppie, quella motrice e quella antagonista, l'equipaggio mobile si arresta e la deviazione raggiunta è una funzione direttamente proporzionale alla corrente che transita nell'equipaggio mobile. Per questo motivo costruttivo la scala di misura è di tipo uniforme.
Se si inverte il verso della corrente che attraversa la bobina, si inverte anche il verso della coppia motrice. Se questo strumento viene attraversato da una corrente alternata l'equipaggio mobile oscillerà leggermente nella posizione di assenza di corrente visto che la coppia motrice, anch'essa alternata, sarà di valore medio nullo.
Per questo motivo gli strumenti magnetoelettrici non sono utilizzabili per correnti alternate, e per funzionare correttamente con le correnti continue necessitano della segnatura di entrata dello strumento. Se esiste la necessità di avere uno strumento da inserire in un circuito dove il verso della corrente continua si può invertire bisogna utilizzare uno strumento a "zero" centrale, in modo che la lancetta indicatrice possa deviare sia a destra che a sinistra senza che lo strumento medesimo subisca dei danni. Uno strumento del genere può avere una portata massima (la massima corrente transitabile) di poche decine di milliampere (millesimi di ampere).
Questo strumento è quasi insensibile alle perturbazione di campi elettrici e magnetici esterni, visto che il magnete permanente possiede un campo di intensità decisamente elevata. Sono abbastanza sensibili alle variazioni termiche; per ovviare (o meglio ridurre a livelli accettabili in base alla classe dello strumento) a questo difetto si aggiunge in serie all'equipaggio mobile una resistenza addizionale (in serie allo strumento, ma dentro la custodia dello stesso) di manganina, in modo che la resistenza totale (resistenza della bobina e delle due molle più la resistenza della manganina) vari poco al variare della temperatura. In questi strumenti la coppia di smorzamento si ottiene, in genere, grazie al campo elettromagnetico (legge di Lenz) che si genera nel telaio portabobina oppure nella bobina stessa.
- Campo di applicazione
  - Correnti continue
- Strumenti realizzabili
  - Amperometri
  - Voltmetri
  - Ohmmetri

### Strumenti elettromagnetici (Correnti continue ed alternate)
Gli strumenti elettromagnetici sono basati sulle forze che si esercitano tra una bobina, attraversata da una corrente elettrica, ed un piccolo pezzo di ferro dolce sagomato. In pratica, all'interno dello strumento, esiste una bobina fissa e l'equipaggio mobile è costituito da un piccolo pezzo di ferro magnetico rigidamente fissato all'asse dello strumento.
Questi strumenti sono comunemente chiamati, per la loro caratteristica costruttiva, strumenti a ferro mobile, visto che l'ago dello strumento è rigidamente fissato ad un piccolo nucleo di ferro.
La coppia motrice dello strumento dipende dal prodotto di due grandezze, la prima grandezza è la corrente che circola nella bobina, la seconda grandezza è il campo magnetico generato dal pezzo metallico presente. Visto che comunque anche la seconda grandezza (il campo magnetico generato dal pezzo metallico) è generato dalla corrente che circola nello strumento, la coppia motrice risulta proporzionale al quadrato della corrente che circola nello strumento, motivo per cui la scala dello strumento è di tipo quadratico (divisioni molto fitte all'inizio scala e abbastanza rade verso il finescala). Sagomando opportunamente i vari elementi in gioco si può rendere la scala dello strumento abbastanza vicina a una scala uniforme.
Se lo strumento viene attraversato da una corrente alternata la coppia motrice varia con i quadrati dei valori istantanei, ma alle frequenze industriali (da 42 Hz a 60 Hz) il sistema mobile non è in grado di seguire le rapidissime variazioni della coppia, per cui l'asse dello strumento si posizionerà sul valore della coppia media. Cioè nella media dei valori istantanei della corrente. In definitiva l'elongazione dello strumento dipenderà dal quadrato del valore efficace della corrente che lo attraversa. Per i motivi costruttivi appena elencati questi strumenti risentono della variazione di frequenza e vanno tarati con una taratura empirica alla frequenza di utilizzo.
La coppia antagonista di questi strumenti può essere generata da una coppia di molle, ma può essere utilizzata anche la gravità terrestre applicata al pezzo di ferro mobile fissato eccentricamente all'asse dello strumento. Questi strumenti sono usati soprattutto negli indicatori da pannello visto la non grande precisione. Sono però molto economici e se ben costruiti, possono essere iscritti nella classe 0,5 (più la classe dello strumento è piccola, più lo strumento è preciso). La coppia di smorzamento si ottiene, in genere, con smorzatori ad aria.
Gli strumenti elettromagnetici si dividono in due grandi categorie:

#### Strumenti elettromagnetici ad attrazione
Gli strumenti elettromagnetici ad attrazione sono costituiti da una bobina molto schiacciata (che può essere composta anche da una sola spira) che attrae un piccolo pezzo di ferro al suo interno. Per questo motivo questi strumenti non sono molto precisi e vanno utilizzati solamente nella posizione prevista dal costruttore.

#### Strumenti elettromagnetici a repulsione
Gli strumenti elettromagnetici a repulsione sono costituiti da una bobina cilindrica dove al suo interno è meccanicamente fissato un pezzo di ferro aderente alla bobina medesima. Parzialmente contrapposto a questo pezzo di ferro c'è un altro pezzo di ferro che è libero di muoversi (ruotare) che è solidale all'asse dello strumento. Al passaggio della corrente elettrica nella bobina, il pezzo di ferro fissato alla bobina si magnetizza, ma si magnetizza anche il pezzo di ferro solidale all'asse della bobina. I due pezzi di ferro si magnetizzano in modo uguale (nel solito senso) per cui vanno a respingersi. Il pezzo di ferro libero di ruotare provoca la deviazione dell'asse dello strumento.
- Campo di applicazione
  - Correnti continue ed alternate
- Strumenti realizzabili
  - Amperometri
  - Voltmetri

### Strumenti elettrodinamici (Correnti continue ed alternate)
Gli strumenti elettrodinamici si basano sul principio delle interazioni esistenti tra due circuiti percorsi da correnti elettriche.
Questo tipo di strumento è costituito da due bobine: una fissa ed una mobile. La bobina fissa è un po' più grande rispetto alla bobina mobile in modo che la bobina mobile si possa muovere all'interno di quella fissa. In realtà la bobina fissa si compone di due bobine fisse, identiche tra loro, e leggermente separate tra loro. Al centro, nello spazio tra le due bobine, è presente l'asse dell'equipaggio mobile sul quale si trova l'ago dello strumento.
Al passaggio della corrente nelle due bobine fisse si genera una coppia motrice sulla bobina mobile (si genera anche un'altrettanta coppia sulla bobina fissa) che è pressoché proporzionale al prodotto delle due correnti elettriche. Questa dipendenza tra la coppia motrice ed il prodotto delle correnti non è perfettamente proporzionale perché dipende anche dall'angolo con cui il campo magnetico, generato dalla bobina fissa, incontra i fili che compongono la bobina mobile. Tale angolo non è sempre identico, anche se non si discosta mai troppo da un angolo retto. Questo fatto crea uno strumento che possiede una scala pressoché di tipo quadratico ma nonostante tutto (visto che l'angolo tra il campo magnetico e la bobina mobile non è rigorosamente fisso al variare del movimento dell'equipaggio mobile) necessita di una taratura di tipo empirico.
Il principio di funzionamento rimane identico anche se le correnti circolanti sono correnti alternate. Se facciamo circolare due correnti elettriche alternate avremo una coppia motrice alternata, di frequenza doppia rispetto alle correnti che l'hanno generata, e data dal prodotto istantaneo delle due correnti. L'equipaggio mobile ha troppa inerzia alle frequenze industriali (da 42 Hz a 60 Hz) per poter seguire questa coppia alternata per cui si posizionerà sul valore della coppia media.
Senza entrare troppo nei calcoli (anche se sono molto semplici) la coppia motrice sarà data da una costante moltiplicato la corrente elettrica che attraversa la bobina mobile, moltiplicato la corrente elettrica che attraversa la bobina fissa, moltiplicato il coseno dell'angolo tra le due correnti elettriche. La coppia antagonista è data da due molle o, nel caso di strumenti molto sensibili, dalla torsione del filo di sospensione della bobina mobile. Uno strumento così costruito risulta possedere una coppia motrice molto piccola e perciò lo strumento risulta molto sensibile e molto influenzabile dai campi magnetici esterni (compreso quello terrestre) ed elettrici esterni (compreso quello creato dagli stessi fili del circuito in prova).
Per poter ridurre queste influenze, l'utilizzatore dovrà avere molta cura nel montaggio del circuito elettrico e deve avere anche molta esperienza. Questi sono degli strumenti di grande pregio perché la coppia motrice, nonostante sia molto piccola, è praticamente proporzionale al prodotto delle due correnti e dal coseno dell'angolo di sfasamento.
Questi strumenti sono ideali per misurare correnti elettriche alternate e possono essere utilizzati anche per misurare correnti elettriche continue, sebbene per queste ultime occorra sempre preferire gli strumenti magnetoelettrici.

#### Strumenti ferrodinamici
Per creare una coppia molto più grande e uno strumento molto più robusto sotto il profilo meccanico ed anche insensibile ai campi esterni le bobine possono essere avvolte intorno a dei nuclei di ferro speciale: gli strumenti così costruiti vengono comunemente chiamati strumenti ferrodinamici.
Questo artificio provoca un errore, dovuto a fenomeni di isteresi nel ferro, che non garantisce più la perfetta proporzionalità tra corrente elettrica e campo magnetico da essa generato. Inoltre, benché questi strumenti possiedano una coppia anche se le correnti elettriche circolanti sono continue, gli errori introdotti dalla magnetizzazione residua del ferro presente nel nucleo ne rendono sconsigliabile l'uso per la misurazione di tale tipo di corrente.
- Campo di applicazione
  - Correnti continue ed alternate
- Strumenti realizzabili
  - Amperometri
  - Voltmetri
  - Wattmetri
  - Varmetri
  - Cosfimetri o fasometri
  - Frequenzimetri
  - Sincronoscopi

### Strumenti termici (Correnti continue ed alternate)
Gli strumenti termici si suddividono in due grandi famiglie.
- Strumenti a dilatazione termica
- Strumenti a termocoppia o termoelettrici

#### Principio di funzionamento degli strumenti a dilatazione termica
Negli strumenti a dilatazione termica un filo conduttore (resistore) si riscalda per effetto Joule grazie ad una corrente che lo percorre. Il calore generato nel resistore, che è proporzionale al quadrato della corrente che lo attraversa, va a riscaldare una spirale bimetallica. La spirale, essendo formata da due metalli aventi coefficiente di dilatazione termica diversi l'uno dall'altro, con l'aumentare della temperatura, per effetto del calore generato dal resistore, si deforma determinando la deviazione dell'indice dello strumento.
Uno strumento così congegnato è molto sensibile alle variazioni termiche ambientali. Per renderlo insensibile alle variazioni termiche ambientali si installa, sull'asse dello strumento, una nuova spirale bimetallica, identica alla precedente, e avvolta in senso contrario. In questo modo abbiamo, sull'asse dello strumento, due spirali bimetalliche, la prima riscaldata dal resistore, la seconda è invece tenuta alla temperatura ambiente. Uno strumento così costruito è completamente insensibile ai campi elettrici, ai campi magnetici e alle variazioni termiche.
Gli strumenti a dilatazione termica possiedono, in genere, una coppia motrice abbastanza grande, Questo fatto viene sfruttato per poter collegare all'indicatore dello strumento un indicatore di massima. Questo nuovo indicatore consiste in una lancetta supplementare che viene trascinata dall'indicatore vero e proprio; quando l'indicatore torna indietro, l'indicatore di massima rimane fermo nella posizione raggiunta fintanto che non viene volutamente riportato indietro con un apposito tasto comandato manualmente.

#### Principio di funzionamento degli strumenti a termocoppia o termoelettrici
Gli strumenti a termocoppia si possono suddividere in due grandi famiglie.
- Strumenti a termocoppia a riscaldamento diretto.
- Strumenti a termocoppia a riscaldamento indiretto.

Gli strumenti a termocoppia a riscaldamento diretto sono concettualmente costruiti da un milliamperometro magnetoelletrico (vedi amperometri magnetoelettrici) e da una coppia termoelettrica riscaldata dalla corrente che attraversa un adeguato conduttore. La coppia termoelettrica è saldata sul conduttore medesimo. Al passaggio della corrente si genera, sulla saldatura, un aumento di temperatura e tra i due capi della coppia termoelettrica conseguentemente si genera una tensione continua misurabile con un milliamperometro magnetoelettrico.
Gli strumenti a termocoppia a riscaldamento indiretto sono concettualmente identici agli strumenti a termocoppia a riscaldamento diretto, differendosi da questi per il fatto che la termocoppia non è saldata sul filo che si scalda. La termocoppia è riscaldata per conduzione termica o per irraggiamento termico.
Questi strumenti a termocoppia sono tarati in modo empirico e sono ideali per misurare (visto la grande sensibilità degli strumenti magnetoelettrici) anche correnti ad alta frequenza. Nel caso si debba misurare una corrente ad alta frequenza è, però, molto meglio utilizzare gli amperometri a termocoppia a riscaldamento indiretto perché la capacità parassita dello strumento è inferiore.
Tutti gli strumenti a termocoppia non possono sopportare nessun sovraccarico, visto la già grande temperatura della termocoppia.
- Campo di applicazione
  - Correnti continue ed alternate
- Strumenti realizzabili
  - Amperometri
  - Voltmetri
  - Wattmetri

### Strumenti elettrostatici (Correnti continue ed alternate)
Gli strumenti elettrostatici si basano sul principio delle forze elettrostatiche che si manifestano tra le armature metalliche sottoposte a una differenza di potenziale.
Come è facile capire questi strumenti sono essenzialmente dei misuratori di tensione (voltmetri), ma con opportuni artifici si possono costruire anche amperometri (questo impiego, se pur fattibile sotto il profilo teorico, è nella pratica rarissimo) e wattmetri (anche questo impiego è molto raro). Vediamo, in linea di principio, come si possono costruire.
Sono essenzialmente costituiti da una coppia di armature metalliche, di forma e dimensioni opportune, affacciate tra di loro. Un'armatura è fissa e costituisce l'equipaggio fisso, l'altra è libera di muoversi, rispetto alla precedente, ed è l'equipaggio mobile. Su quest'ultima è, in varie modalità, fissato l'indice dello strumento. L'armatura mobile si può muovere, rispetto a quella fissa, con due movimenti diversi. Un movimento può essere dato da una variazione di distanza tra le armature, un altro movimento può essere dato da una variazione di superfici contrapposte. Indipendentemente da quale sia il movimento dell'armatura mobile rispetto a quella fissa le forze in gioco sono molto piccole, ed ovviamente lo strumento non è molto sensibile (con una piccola variazione di tensione applicata, lo strumento ha una variazione ancor più piccola). La coppia antagonista è data da una opportuna coppia di molle o nel caso degli elettrometri dalla torsione del filo di sospensione. Possiede un grande pregio che, se sono utilizzati con tensioni continue, non hanno nessun assorbimento (passato il transitorio, è un circuito aperto).
Nel caso siano utilizzati con tensioni alternate assorbono continuamente una corrente ma, visto che la loro capacità è modesta, alle frequenze industriali (da 42 Hz a 60 Hz), il loro assorbimento è veramente molto limitato.
Gli strumenti elettrostatici sono usati per due scopi principali.
- Elettrometri - sono strumenti rilevatori di tensione per usi di laboratorio
- Voltmetri elettrostatici - sono strumenti, come dice il nome, rilevatori di tensione per usi industriali
- Campo di applicazione
  - Correnti continue ed alternate
- Strumenti realizzabili
  - Amperometri (rarissimamente)
  - Voltmetri
  - Wattmetri (raramente)

### Strumenti elettronici (Correnti continue ed alternate)
Sono gli strumenti attualmente più diffusi, dove si utilizzano circuiti integrati per la rilevazione e la visualizzazione su display o indice analogico del valore misurato.

### Strumenti ad Induzione (Correnti alternate)
Gli strumenti ad induzione si basano sul principio dell'induzione elettromagnetica.
Questi strumenti sono costituiti da tre elementi indispensabili:
- due elettromagneti alimentati da due bobine
- un disco di alluminio

Quest'ultimo può ruotare tra le espansioni polari dei due elettromagneti.
Sull'asse dei disco è presente l'indice dello strumento e la molla che crea la coppia antagonista.
I due elettromagneti fanno parte dell'equipaggio fisso dello strumento, il disco fa parte dell'equipaggio mobile dello strumento. Si osservi che
Quando le bobine dei due elettromagneti sono percorsi da una corrente continua si genera un flusso magnetico continuo tra le espansioni polari dei due elettromagneti: non succede niente altro e quindi lo strumento non può funzionare.
Quando le bobine dei due elettromagneti sono percorsi da una corrente alternata si genera un flusso magnetico alternato tra le espansioni polari dei due elettromagneti. Questo flusso alternato crea sul disco di alluminio delle correnti elettriche alternate (correnti indotte) che si richiudono intorno al flusso che le ha generate. In realtà, il flusso magnetico alternato crea una tensione sul disco di alluminio, ed è tale tensione che crea la corrente indotta nel disco di alluminio.
Le interazioni tra la corrente indotta ed il flusso magnetico che l'ha generata sono sempre nulle, cioè non creano nessuna coppia motrice. Invece la corrente indotta, che il primo elettromagnete ha creato sul disco, ed il flusso uscente dal secondo elettromagnete, interagiscono creando una coppia motrice. Esaminiamo tale situazione.
Una parte della corrente indotta creata dal primo elettromagnete attraversa il flusso magnetico del secondo elettromagnete. La stessa identica azione avviene per la corrente indotta creata dal secondo elettromagnete ed il flusso magnetico del primo elettromagnete.
Senza entrare troppo nei dettagli si può dimostrare che sul disco di alluminio si generano due coppie motrici. Una prima coppia è proporzionale al prodotto del flusso magnetico del primo elettromagnete moltiplicato la corrente indotta creata dal secondo elettromagnete moltiplicato il coseno del loro reciproco angolo di sfasamento. In modo analogo si crea una seconda coppia con i termini invertiti. Si noti che la seconda coppia motrice è opposta alla prima coppia.
La coppia risultante è data dalla differenza (o meglio dalla somma vettoriale) di queste due coppie motrici.

In conclusione si può affermare che la coppia motrice totale agente sul disco è proporzionale al prodotto dei due flussi moltiplicato il seno esistente tra loro. Da questo si deduce che la coppia è massima quando i due flussi sono in quadratura (angolo di 90º) ed è nulla quando i due flussi sono in fase tra loro (angolo di 0º).
Se si inverte uno solo dei flussi si inverte la coppia motrice; se si invertono entrambi i flussi la coppia motrice non si inverte. Un grande vantaggio di questi strumenti è che l'indice dello strumento ha la possibilità di ruotare di oltre 300º (in linea di principio non esiste limite, l'unico limite è dato dalla molla antagonista) cosa che gli altri strumenti non possiedono. In tutti gli altri strumenti oltre un certo angolo (di solito circa 90º) la coppia si annulla.
Anche in questi strumenti la scala è di tipo quadratico, visto che è data dal prodotto di due grandezze. Se togliessimo la molla antagonista vedremmo il disco ruotare come un piccolo motore (simile ai contatori di energia), invece con la molla antagonista il disco si arresta quando la coppia motrice eguaglia la coppia resistente data dalla molla medesima. Per quanto riguarda lo smorzamento si ottiene sempre per via elettromagnetica attraverso un piccolo magnete permanente che abbraccia una piccola parte del disco di alluminio.
Gli strumenti così costruiti sono molto robusti, ma non sono molto precisi e trovano la loro massima applicazione come contatori di energia alternata (sia energia attiva che energia reattiva), con il disco privo della molla antagonista e quindi in grado di ruotare liberamente, azionando un contatore meccanico a ruote decadiche. Fino a non molti anni fa (circa il 2002) come contatori di energia elettrica alternata (monofase e trifase - attiva e reattiva) esistevano solo loro. Oggi sono stati progressivamente sostituiti dai contatori elettronici (vedi contatori elettronici).
- Campo di applicazione
  - Correnti alternate
- Strumenti realizzabili
  - Amperometri
  - Voltmetri
  - Wattmetri
  - Varmetri

### Strumenti a lamelle (Correnti alternate)
I frequenzimetri a lamelle sono degli strumenti a risonanza meccanica e forniscono un'indicazione discontinua (per esempio di un Hertz in un Hertz, ma è possibile anche di un quarto di Hertz in un quarto di Hertz). Questi frequenzimetri fanno parte degli strumenti elettromagnetici e si basano sul principio della vibrazione libera di un corpo rigido. Ogni corpo rigido ha una sua frequenza di risonanza e se viene sollecitato con una successione di impulsi corrispondente a quella del corpo rigido ne viene esaltato il movimento oscillatorio. In questo caso il nostro corpo rigido riceve un impulso nel momento giusto ad ogni periodo della nostra frequenza incognita.

## Parametri caratteristici degli strumenti di misura

### Portata
La portata è una caratteristica importante ed è la massima grandezza che un determinato strumento può misurare correttamente. In caso di superamento di tale limite lo strumento si può guastare oppure restituire una misura errata. Per evitare una tale eventualità la scala dello strumento è di solito costruita in modo che il valore massimo misurabile sia leggermente minore rispetto al punto di massima elongazione dell'indice dello strumento. Le portate degli strumenti sono unificate: 1,0 - 1,2 - 1,5 - 2,0 - 2,5 - 3,0 - 4,0 - 5,0 - 6,0 - 7,5 - 8,0 o suoi multipli e sottomultipli decimali.

### Classe
La classe è un valore numerico che indica il grado di precisione di uno strumento. A causa di caratteristiche costruttive (montaggio non perfettamente eseguito, taratura imperfetta, ecc.) o fisiche (conduttori non perfettamente cilindrici, materiali metallici impuri ecc.) uno strumento non fornisce mai il valore esatto di una grandezza, ma ne approssima il valore con una certa precisione. La differenza tra il valore esatto e il valore misurato dallo strumento si chiama errore strumentale. Il rapporto tra l'errore strumentale e il valore esatto, in percentuale, è detto classe di precisione dello strumento. In base alle normative vigenti, il costruttore deve mettere, ben in evidenza, sui propri strumenti, la classe e deve garantire che lo strumento non superi il limite consentito. Tali norme prevedono che gli strumenti possano avere una delle seguenti classi di precisione: 0,05 - 0,1 - 0,2 - 0,3 - 0,5 - 1,0 - 1,5 - 2,5 - 5,0 (in percentuale).
Esempio:
Se uno strumento appartiene alla classe 0,5 significa che l'errore massimo che può commettere è dello 0,5%, riferito alla portata dello strumento. Se la portata fosse ad esempio 150, l'errore massimo su ogni possibile lettura tra 0 e 150 non potrebbe essere superiore a 0,75 (0,5% x 150) sia in positivo che in negativo.
Quindi, a parità di classe, per commettere errori il più possibile piccoli è sempre consigliabile scegliere uno strumento con portata vicina alla grandezza da misurare.
Su una lettura di 50 con uno strumento con portata 150 e classe 0,5 viene commesso un errore pari a 0,75. Il valore vero è quindi compreso nell'intervallo tra 49,25 (50 - 0,75) e 50,75 (50 + 0,75).
Su una lettura di 50 con uno strumento con portata 75 e classe 0,5 viene commesso un errore pari a 0,375 (0,5% x 75). Il valore vero è quindi compreso nell'intervallo tra 49,625 (50 - 0,375) e 50,375 (50 + 0,375).
Se non è possibile sapere in anticipo il valore della grandezza da misurare è consigliabile effettuare una lettura preliminare con uno strumento con portata sicuramente adeguata e poi utilizzare, per la misura definitiva, lo strumento più adeguato.
Gli strumenti, in base alla classe di precisione di appartenenza, hanno una destinazione d'uso ben precisa:
- Strumenti campione
  - classe 0,05
  - classe 0,1

- Strumenti portatili di precisione
  - classe 0,2
  - classe 0,3
  - classe 0,5

- Strumenti di controllo
  - classe 1,0
  - classe 1,5

- Strumenti da quadro
  - classe 2,5
  - classe 5,0

### Risoluzione
La risoluzione è la più piccola unità di grandezza che uno strumento può rilevare. Nel caso di strumenti per misure elettriche, il potere di risoluzione si ricava nel modo seguente:
- Strumento analogico

La più piccola quantità misurabile è data dalla differenza di due tacche contigue. Per poter aumentare la risoluzione, alcuni strumenti campione di grande pregio (classe molto piccola - 0,1 o minore), hanno insieme alla comune scala una speciale scala ausiliaria detta "scala ticonica" (così chiamata da Ticone, l'astronomo Tycho Brahe). Questa scala permette, grazie a righe orizzontali e diagonali, di aumentare la risoluzione senza causare un eccessivo affollamento di tacche. Ovviamente il valore della risoluzione è legato al valore della classe, in quanto è impossibile ottenere un potere di risoluzione minore dell'errore percentuale commesso sulla misura.
- Strumento digitale

La più piccola quantità misurabile è data dal valore fisico associato ad 1 bit. La risoluzione è quindi data dal bit meno significativo dello strumento. Ad esempio se un determinato strumento digitale sta segnando un valore di 225, la risoluzione risulta essere 1. Allo stesso modo, se lo strumento sta segnando un valore 225,0 la risoluzione è 0,1.
Bisogna porre attenzione al fatto che i termini risoluzione, precisione e sensibilità esprimono tre concetti diversi: si rimanda alle singole voci per la consultazione.